# Lone Meertens
Lone Meertens (16 april 1998) is een Belgische wielrenster die in 2025 rijdt voor Velopro-Alphamotorhomes.

## Carrière
In haar jeugd was Meertens actief in de Triatlon en Atletiek. In 2017 maakte ze de overstap naar het wielrennen. Ze heeft in 2018 en 2019 gereden voor de amateurploeg Keukens Redant, voordat ze in 2020 de overstap maakte naar de Belgische wielerploeg Lotto Soudal Ladies, waar ze twee seizoenen voor actief was. In 2022 reed ze bij NXTG by Experza, dat in 2023 AG Insurance-Soudal Quick-Step werd. Voor het seizoen van 2024 rijdt ze voor Proximus-Cyclis.

## Resultaten in voornaamste wedstrijden
|      | \| Jaar \| Gent-Wevelgem \| Ronde van Vlaanderen \| Parijs-Roubaix \| Amstel Gold Race \| Luik-Bast.‑Luik \| \| ---- \| ------------- \| -------------------- \| -------------- \| ---------------- \| --------------- \| \| 2020 \| \| \| \| \| opgave \| \| 2021 \| \| 108e \| \| \| \| \| 2022 \| 59e \| 85e \| \| 115e \| \| \| 2023 \| opgave \| \| 86e \| \| \| \| 2024 \| opgave \| \| \| \| \| |                      |                |                  |                 |
| Jaar | Gent-Wevelgem | Ronde van Vlaanderen | Parijs-Roubaix | Amstel Gold Race | Luik-Bast.‑Luik |
| 2020 | |                      |                |                  | opgave          |
| 2021 | | 108e                 |                |                  |                 |
| 2022 | 59e | 85e                  |                | 115e             |                 |
| 2023 | opgave |                      | 86e            |                  |                 |
| 2024 | opgave |                      |                |                  |                 |

## Ploegen
2020 –  Lotto Soudal Ladies
2021 –  Lotto Soudal Ladies
2022 –  NXTG by Experza
2023 –  AG Insurance-Soudal Quick-Step
2024 –  Proximus-Cyclis
2024 –  Velopro-Alphamotorhomes
Beekhuis · Braam · Castrique · Christmas · Dom · Fidanza · Kopecky · Meertens · Nguyễn · Parkinson · Siggaard · Van de Velde · Vandenbulcke
Braam · Castrique · Meertens · Nilsson · Parkinson · Plichta · Siggaard · Smulders · Vandenbulcke · Vander Sande
Benito · Boogaard · Borgström · Ghekiere · Goossens · Henttala · Kasper · Knaven · Louw · Masetti · Meertens · Moolman-Pasio · Pluimers · Rijnbeek · Steigenga · Wollaston